# Monogatari
Unter Monogatari (jap. 物語, von mono o kataru 物を語る, etwas erzählen, auch: Gesta, Berichte) versteht man eine literarische Erzählform, die sich mit dem 10. Jh., in der Heian (794–1185) herausbildete und über die Kamakura-Zeit (1185–1333) bis zum Ende des 15. Jh. entwickelte. Charakteristisch für das Monogatari ist, dass es im Unterschied zur „Tagebuch-Literatur“ (日記文学, Nikki-Bungaku) und zur „Miszellenliteratur“ (Zuihitsu) auf Fiktion, d. h. auf Nicht-Selbsterlebtem, beruht.

## Übersicht
Zu Beginn des 10. Jh. ist das Monogatari ein Sammelbegriff für romanhafte, fiktionale Erzählungen. Es bezeichnet unterschiedliche Formen wie Legenden, Sagen, Anekdoten und Krieger-Epen. Das Monogatari dieser Zeit wird ausschließlich vom Hofadel in Kyoto gepflegt. Anhand der Thematik können folgende Monogatari im weiteren Sinne unterschieden werden: „Denki-“ (伝奇物語, romantische Erzählungen), „Rekishi-“ (歴史物語, historische Erzählungen), „Gunki Monogatari“ (軍記物語, Kriegshistorien). Neben den thematischen Aspekten spricht man zudem von folgenden formal unterschiedlichen Monogatari: „Uta Monogatari“ (歌物語), einer Mischung aus Poesie und erzählten Sagen, „Giko Monogatari“ (擬古物語, klassizistische Erzählungen), gemeinhin diejenigen Monogatari, die nach dem Genji Monogatari entstanden sind, und zuletzt die „Tsukuri Monogatari“ (作り物語, fiktive Erzählungen).
Das Monogatari lässt sich als literarisches Genre formal nur schwer von den „japanischen Geschichten“ (Setsuwa) mit ihrem volkstümlichen, buddhistisch-belehrenden Charakter abgrenzen. Häufig werden daher die Setsuwa als spezifische Form der Monogatari erachtet.

## Wichtige Monogatari in chronologischer Reihenfolge

### Die Heian-Zeit

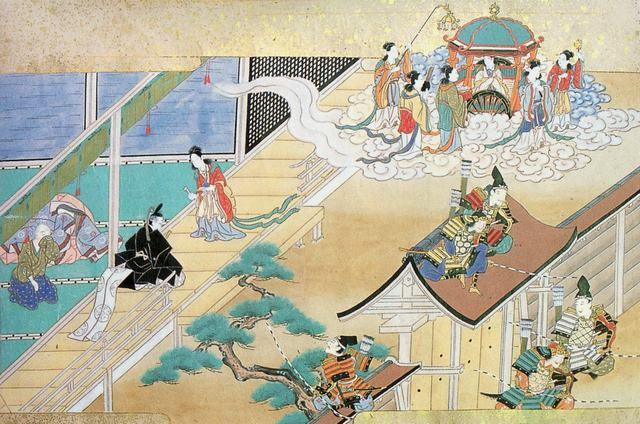
Illustration des Taketori Monogatari

Als erstes, noch erhaltenes Monogatari zählt „die Erzählung vom Bambussammler“, das Taketori Monogatari, das um 900 entstanden ist. Es ist in schlichtem Stil nahezu vollständig in Japanisch abgefasst. Es erzählt die Geschichte eines winzigen Findelkindes, das von einem alten Bambussammler gefunden, aufgezogen wurde und zu einer außerordentlich schönen Frau heranwuchs, die von einem Heer von Freiern und Hofadligen umworben wird. Die Hofdame Murasaki Shikibu hat das Taketori Monogatari in ihrem Genji Monogatari als die „Urform“ oder den "Vater" des Monogatari genannt.
Etwa zur gleichen Zeit, zu Beginn des 10. Jh., werden auch die „Erzählungen aus Ise“, das Ise Monogatari, geschrieben. Formal ist es durch die eigentümliche und einzigartige Mischung aus Lyrik und Prosa gekennzeichnet und auch als „Uta Monogatari“ (Lied- oder lyrische Erzählung) bezeichnet worden. Die 125 Abschnitte, die aus einem oder mehreren durch Prosa kommentierten Gedichten bestehen, erzählen in einem losen Nebeneinander von allerlei Liebesabenteuern des Kavaliers und Dichters Ariwara no Narihira vor dem historischen Hintergrund des Aufstiegs der Fujiwara-Familie. Das Ise Monogatari wird bis in die Gegenwart von den Japanern sehr geschätzt.
Aus dem beginnenden 10. Jh. sind trotz der anzunehmenden Vielzahl nur wenige Monogatari überliefert. Hierzu zählt auch das ca. 950 entstandene „Yamato Monogatari“, das ähnlich wie das Ise Monogatari komponiert ist, nur dass hier nicht eine einzelne Person im Mittelpunkt aller Erzählungen steht, sondern jede Erzählung ihren eigenen Protagonisten besitzt. Yamato bezeichnet die Provinz Yamato, das Stammland Japans, und wird daher auch als Synonym für Japan selbst verwendet. Es ist daher nicht verwunderlich, dass bisweilen von den „Erzählungen aus der Provinz Yamato“ wie auch von den „Japanischen Erzählungen“ die Rede ist.
In einer Zeit, in der der kaiserliche Hof sich in Liebeshändel erging, ein Adliger sich vielen Frauen hingab und man es mit der Moral nicht so genau nahm, findet auch die Schattenseite des Palastlebens Eingang in die erzählende Literatur. Das ungeliebte Stiefkind steht thematisch im Zentrum der hiernach benannten „Mamako Monogatari“ (継子物語), die im „Ochikubo Monogatari“ (落窪物語), der „Erzählung vom Mädchen im Kellerloch“ auf uns gekommen ist – eine Erzählung, die vermutlich 968–69 entstanden ist und das elende Schicksal eines Mädchen schildert, das ohne Familie im Zwischenboden eines Nebenhauses im Palast leben muss und Spielball stiefmütterlicher Launen und Frondienste wird. Daraus, das Mädchen, kummervoll resümierend:
In dieser Welt

Mein Dasein zu verliern,

Ist mein Verlangen.

Doch was dem Wunsch gemäß sich nie gestaltet,

Das ist das trübe Schicksal unsres Lebens.
Diese „Stiefkind-Erzählungen“ sind gekennzeichnet durch ein stilisiertes Personenensemble und typisierte, stets gleich verlaufende Handlungsabläufe. Ein weiteres Beispiel ist das „Sumiyoshi Monogatari“ (住吉物語), das heute jedoch eher in der Kamakura-Zeit verortet wird. Das Nationalmuseum Tokyo besitzt eine Ausgabe, die als wichtiges Kulturgut eingestuft ist.
Das ca. 1050 folgende Tsutsumi Chūnagon Monogatari (堤中納言物語) erhielt seinen Namen von Fujiwara no Tamesuke (877–933), dem das Werk zu Unrecht zugeschrieben wurde. Tamesuke bekleidete das Amt eines Vize-Ministers (Chūnagon, im Ritsuryō-System) und führte den Beinamen „Tsutsumi“ (Deich), da er an einem ebensolchen wohnte.
Von allerlei Unannehmlichkeiten, die sich für einen Vater ergeben, der einen Sohn mit zartem, weiblichem Naturell und en contraire eine burschikose Tochter besitzt, erzählt das „Torikaebaya Monogatari“ (とりかへばや物語) aus der Mitte bis Ende des 11. Jh. Schlussendlich sieht der Vater sich genötigt, das Mädchen in Jungenkleidern und den Jungen in Mädchenkleidung gemäß ihrem Naturell zu erziehen, was ihm häufig den Ausruf: „Ach, könnt ich sie bloß vertauschen“ (Torikaebaya) entlockt und der Erzählung ihren Namen gibt.

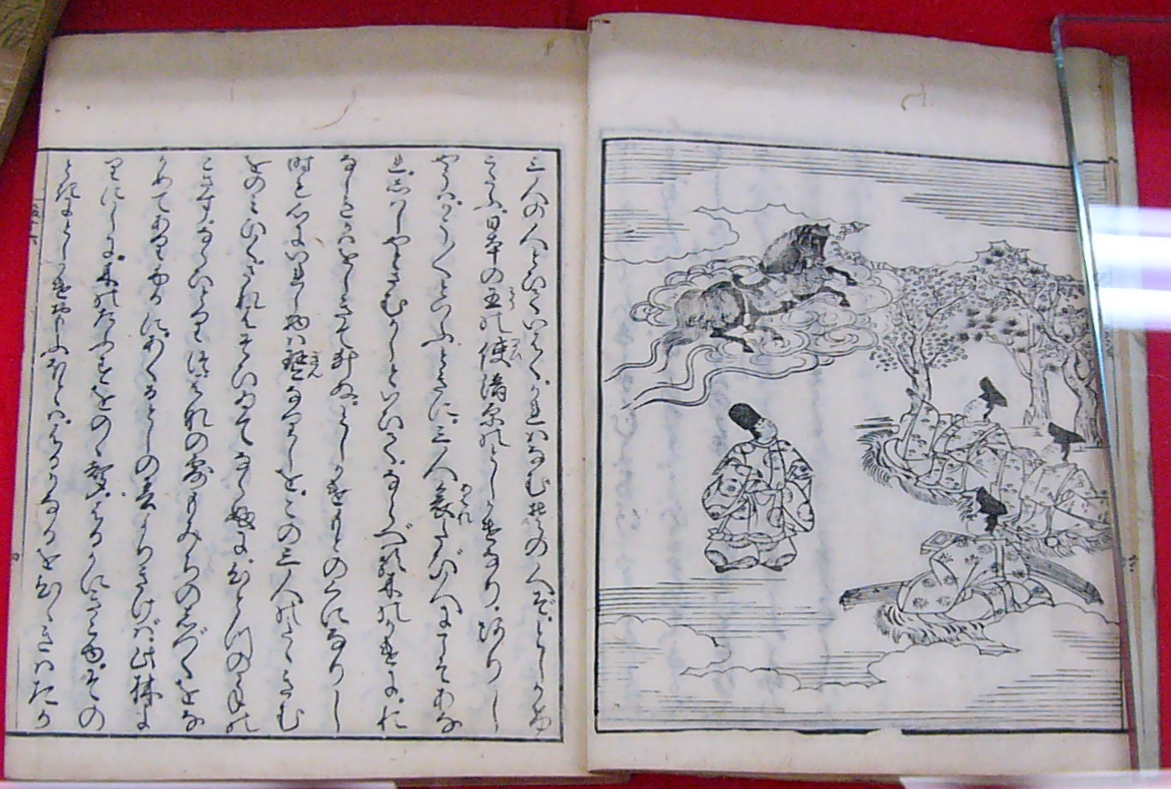
Eine Ausgabe des Utsubo Monogatari von 1809

Am Ausgang des 11. Jh. und zeitlich als Übergang zum Höhepunkt des Genres stehen die „Erzählungen von der Baumhöhle“ (Utsubo Monogatari 宇津保物語) des Dichters Minamoto no Shitagō. Zum ersten Male wird jeder der 20 Abschnitte mit einer eigenen Überschrift versehen, was sich auch in den nachfolgenden Monogatari durchsetzen und erhalten wird.
Zur Jahrhundertwende, auf dem Weg ins 12. Jh., tritt neben das Monogatari die „Tagebuch-Literatur“ und mit ihr bricht die Blütezeit der Frauenliteratur an, die das Genre der Monogatari mit dem später nicht mehr erreichten Genji Monogatari der Hofdame Murasaki Shikibu krönt. Entstanden ist die „Erzählung vom Prinzen Genji“ ca. 1004, in einer Lebensphase der Zurückgezogenheit vom Palastleben nach dem Tod ihres Gemahls. Anders als noch einhundert Jahre zuvor das Ise Monogatari mit profanem Stil und losem Nebeneinander voneinander unabhängiger Erzählabschnitte liegt hier das erste große romanhafte Erzählwerk vor. Erfahrungen wie historische Fakten werden sorgsam zu einem Ganzen komponiert und fiktional überformt. Dieses Monogatari gilt daher bis heute als Glanzstück der erzählenden Literatur Japans. Unter den vielen Epigonen sind in unmittelbarer Folge die „Erzählungen in schlaflosen Nachtstunden“ (Nezame Monogatari, 夜寝覚物語) und die „Erzählungen von Vize-Minister Strandkiefer“ (Hamamatsu Chūnagon Monogatari, 浜松中納言物語) von Sugawara no Takasue no Musume zu nennen.

### Zeitenwende zur Kamakura-Zeit

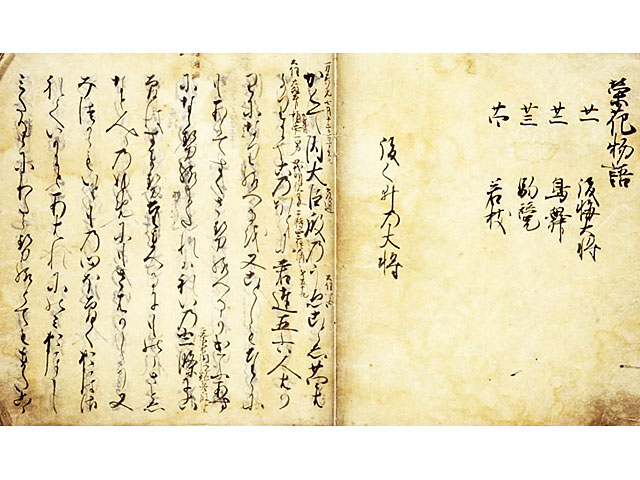
Das Eiga Monogatari

Mit der Seeschlacht von Dan-no-ura 1185 und dem Sieg der Minamoto über die Taira endet die Heian-Zeit. Der Einfluss der Fujiwara ist gebrochen und die Glanzzeit des Hofes beginnt zu verblassen. Blutige Kämpfe um die Vorherrschaft im Lande bestimmen das politische Geschehen. Die erzählende Literatur, die sich bis dahin thematisch in der Schilderung höfischer Liebesabenteuer erging, beginnt die politischen Umwälzungen zu reflektieren. Eine neue Form des Monogatari, die „historische Erzählung“ (Rekishi Monogatari 歴史物語), bereichert die Literatur.
Chronistische Geschichtswerke wie das Kojiki waren nahezu 200 Jahre lang nicht mehr verfasst worden und zugleich riefen die politischen Umstände den Wunsch nach zusammenhängender Geschichtsbetrachtung hervor. Eine neue Gattung entstand, die „Zasshi“ (Vermischte Geschichte), die in erzählender Form den historischen Wissensdrang wie auch das Bedürfnis nach Unterhaltung bediente. Diese Zasshi waren dem Inhalt nach Landesgeschichte, vorgetragen im dichterischen Stile der Monogatari.
Eines der ersten Werke dieser neuen Gattung sind die „Erzählung von den blühenden Blüten“, das Eiga Monogatari. Erzählt werden die historischen, d. h. höfischen Ereignisse von 887 bis 1092, also von dem Zeitpunkt, da die historischen Reichschroniken enden, bis zur damaligen Gegenwart.
Das stärker historiografische Werk „Der Große Spiegel“ (Ōkagami, 大鏡), niedergeschrieben am Ende des 12. Jh., orientierte sich an den Kaiserannalen und Ministerbiografien der „Historischen Denkwürdigkeiten“ von Sima Qian. Das Ōkagami gibt einen Überblick über die 14 Herrscher von Montoku bis Go-Ichijō nebst einer Vielzahl von Ministerbiografien. Der Autor hat hier einen Kunstgriff verwendet, indem er die beiden Personen Ōyake no Yotsugi und Natsuyama Shigeki erfindet. Die beiden, der eine 151 Jahre alt, der andere 140, erzählen sich wechselweise die Ereignisse der vergangenen 176 Jahre. In diesem Werk tritt somit auch eine Erzählerinstanz in Erscheinung. Als Ergänzung zum Ōkagami kann der von Fujiwara no Tadachika verfasste „Wasser-Spiegel“ (Mizukagami) betrachtet werden, der in zwei Bänden die Kaiserchroniken von Tennō Jimmu bis Nimmyō umfasst.
Die Rekishi Monogatari werden ergänzt durch den „Spiegel der Gegenwart“ (Imakagami), die die 150 Jahre von Kaiser Ichijō bis Takakura abdeckt.
Bedeutsam sind auch die „Geschichten von Jetzt und Einst“ (今昔物語集, Konjaku Monogatarishū), auch „Uji Dainagon Monogatari“, eine Sammlung unterschiedlichster Geschichten vermutlich von Minamoto no Takakuni herausgegeben. Die einzelnen Abteilungen umfassen japanische, chinesische und indische Erzählungen sowie Tierfabeln. Alle Abschnitte werden durch die Floskel ima wa mukashi, d. h. „Es war einmal“, eingeleitet. kon jaku sind die chinesischen Äquivalente zu ima und mukashi, die hier namensgebend waren.

### Kamakura-Zeit
Mit dem Aufstieg des Feudaladels und als Weiterentwicklung der „historischen Erzählungen“ entstehen Anfang des 13. Jh. die „Kriegshistorien“ (Senki Monogatari, 戦記物語) und das „Kriegsepos“ (Gunki Monogatari, 軍記物語). Durch die Beimischung chinesischer Wörter unterscheidet sich diese Form des Monogatari von seinen Vorgängern sprachlich sehr deutlich. Thematisch berichten sie von den mutigen Taten heldenhafter Krieger und begründen damit auch das Kriegerethos, das bis heute Stoff für literarische Schöpfungen bietet.
Obgleich nichts Genaues über die Verfasser bekannt ist und als Entstehungszeit die erste Hälfte des 13. Jh. angenommen wird, gelten das „Hōgen-“ (保元物語) und „Heiji Monogatari“ (平治物語) als die ältesten Werke dieses Genres. Darauf folgt das „Heike Monogatari“ und zur Mitte des Jh. das „Gempei Seisui-ki“. Das „Hōgen Monogatari“ berichtet von Hōgen-Rebellion im Jahr 1156. Das „Heiji Monogatari“ setzt die Schilderung des Falls der Familien Minamoto und Taira mit der Darstellung der Unruhen des Jahres Heiji 1159 fort.
Das „Heike Monogatari“ und das „Gempei Seisui-ki“ (源平盛衰記) schildern im eigentlichen Sinne den Aufstieg und Fall der Familien Hei und Gen, woraus sich eine enge stoffliche Verbindung beider Werke ergibt. Es beginnt mit dem Aufstieg der Taira unter Kiyomori no Taira, führt über den Ruhm des idealisierten Ritters Yoshitsune und endet mit dessen unerwartetem Sturz durch Yoritomo. Typisch für diese Form des Monogatari ist das Thema der Unbeständigkeit alles Irdischen. Der Stil dieser Kriegsepen ist weitgehend schnörkellos, der Aufbau straff und chronologisch. Thematisch wechseln sich blutige Schlachten mit sentimentalem Trübsinn über Tod und Vergänglichkeit.
Mit dem fünften großen Werk der Kriegsepen, der „Geschichte des großen Friedens“ (Taiheiki, 太平記), das Ende des 14. Jh. entstand, befindet man sich schon in der Muromachi-Zeit. In 41 Büchern schildert es die Zeit von 1318 bis 1367, den Kampf des Go-Daigo Tennō gegen das Kamakura-Shōgunat und die Spaltung in den Nord- und Südhof. Eingestreut sind auch die Schilderung einer Reise und berühmte Ortschaften (道行文, Michiyukibun oder Reiseschilderungsstil genannt), die in späterer Zeit und unterschiedlichen literarischen Gattungen sehr beliebt wurden.

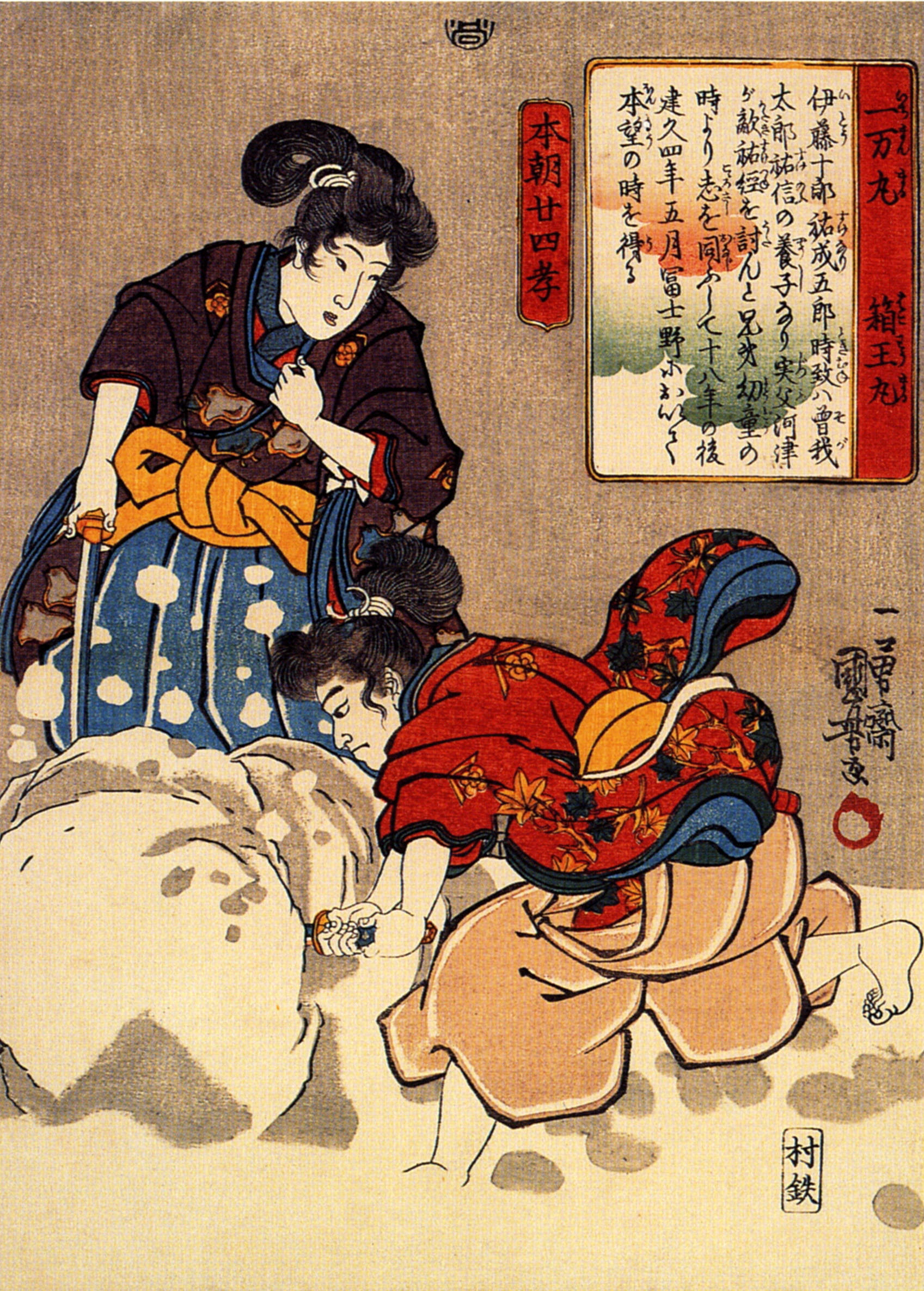
Die Soga Brüder bei Fechtübungen, Illustration von Utagawa Kuniyoshi

Einen der populärsten und in Japan weithin bekannten Vorfälle behandelt das Soga Monogatari (曽我物語) – die Blutrache der beiden Soga-Brüder Jurō und Gorō an Kudō Suketsune, dem Mörder ihres Vaters.
Insgesamt ist es sehr schwierig, insbesondere die höfischen Erzählungen jener Zeit zu datieren. Da diese Erzählungen die der Heian-Zeit nachahmen (giko monogatari) und in der Regel den Kaiserhof und Adel zum Gegenstand haben, bieten sie wenig Anhaltspunkte zu politischen oder historischen Ereignissen, die eine zeitliche Zuordnung zuließen. Eine grobe Datierung ergibt sich aus zwei Werken, deren Entstehungszeit bekannt ist. Es handelt sich dabei um das Mumyō zōshi (無名草子, etwa: Erzählung ohne Namen), entstanden etwa 1200, in dem eine Gruppe von Frauen verschiedene Monogatari diskutieren. Zudem weiß man, dass das Fūyō wakashū (風葉和歌集), eine Sammlung von Waka, die ursprünglich Bestandteil einer Erzählung war, zwischen 1200 und 1270 entstand. Ist ein Monogatari in einem der beiden genannten Werke aufgeführt, kann man annehmen, dass es vor 1200 bzw. vor 1270 entstanden ist. Mehr lässt sich über die Entstehungszeit zumeist nicht sagen.
Fujiwara no Sadaie erzählt in seinem einzigen überlieferten Prosawerk Matsura-no-Miya Monogatari (松浦宮物語) die Geschichte von Ben no Shōshō, der bereits im Jugendalter als genialer Dichter von sich reden macht. Er wird ausgewählt, eine Delegation nach China zu begleiten, verliebt sich dort unglücklich in Prinzessin Hua-yang, schlägt eine eindringende Streitmacht ins Feld und kehrt nach Japan zurück, wo seine Mutter ihn im Matsura-Tempel erwartet. Im Unterschied zu den Kriegsepen erzählt das vermutlich zwischen 1189 und 1201 entstandene und unvollendete Monogatari in erster Linie von der unerfüllten Liebe zwischen Ben no Shōshō und der chinesischen Prinzessin, die sich zum Ende als himmlische Gesandte zu erkennen gibt. Demgegenüber findet man im Ariake no Wakare (有明けの別, etwa: Abschied in der Morgendämmerung) auch Elemente der volkstümlichen Literatur. Es beginnt ähnlich dem Taketori Monogatari mit dem Bittgebet eines kinderlosen Ehepaares, die Göttin Kannon möge ihnen einen Sohn und Erben schenken. Die Bitte wird erhört, doch anstelle eines Sohnes wird dem Ehepaar eine Tochter geboren. In Ermangelung eines Erben erziehen und kleiden sie ihre Tochter wie einen Jungen, der als Udaijin an den Hof berufen wird. Unvorsichtigerweise erwähnt der Vater auch eine Tochter, die allerdings sehr scheu sei. Als der Kaiser die Tochter zu sehen wünscht, entwickelt sich die Geschichte ähnlich dem Torikaebaya Monogatari zu einer Erzählung über die Verwicklungen, die sich aus dem Geschlechtertausch ergeben. Ungewöhnlich ist, dass mit der Fähigkeit des vermeintlichen Jungen, sich unsichtbar zu machen, ein irreales Element eingeführt wird. Auf diese Weise ist es Udaijin möglich, unbemerkt das Liebesleben am Hofe zu erkunden. Schlussendlich stirbt Udaijin einen vorgeblichen Tod und kehrt als besagte scheue Tochter des Ehepaares an den Hof zurück, um dort fortan als Prinzessin zu leben. Der zweite Teil der Erzählung befasst sich ausführlich mit den Ausschweifungen und Liebesabenteuern von Sadaijin, der aus einem der von Udaijin beobachteten Liebesbeziehungen am Hofe hervorgeht.